# Venusgürtel
Als Venusgürtel, auch Venusband oder Gegendämmerungsbogen, wird in der atmosphärischen Optik ein während der bürgerlichen Dämmerung auftretendes Phänomen bezeichnet. Es handelt sich um eine rosa- bis orangefarbene Erscheinung kurz vor Sonnenaufgang oder kurz nach Sonnenuntergang, die bandförmig in einer Höhe von 10° bis 20° parallel zum gegenüberliegenden Horizont verläuft.

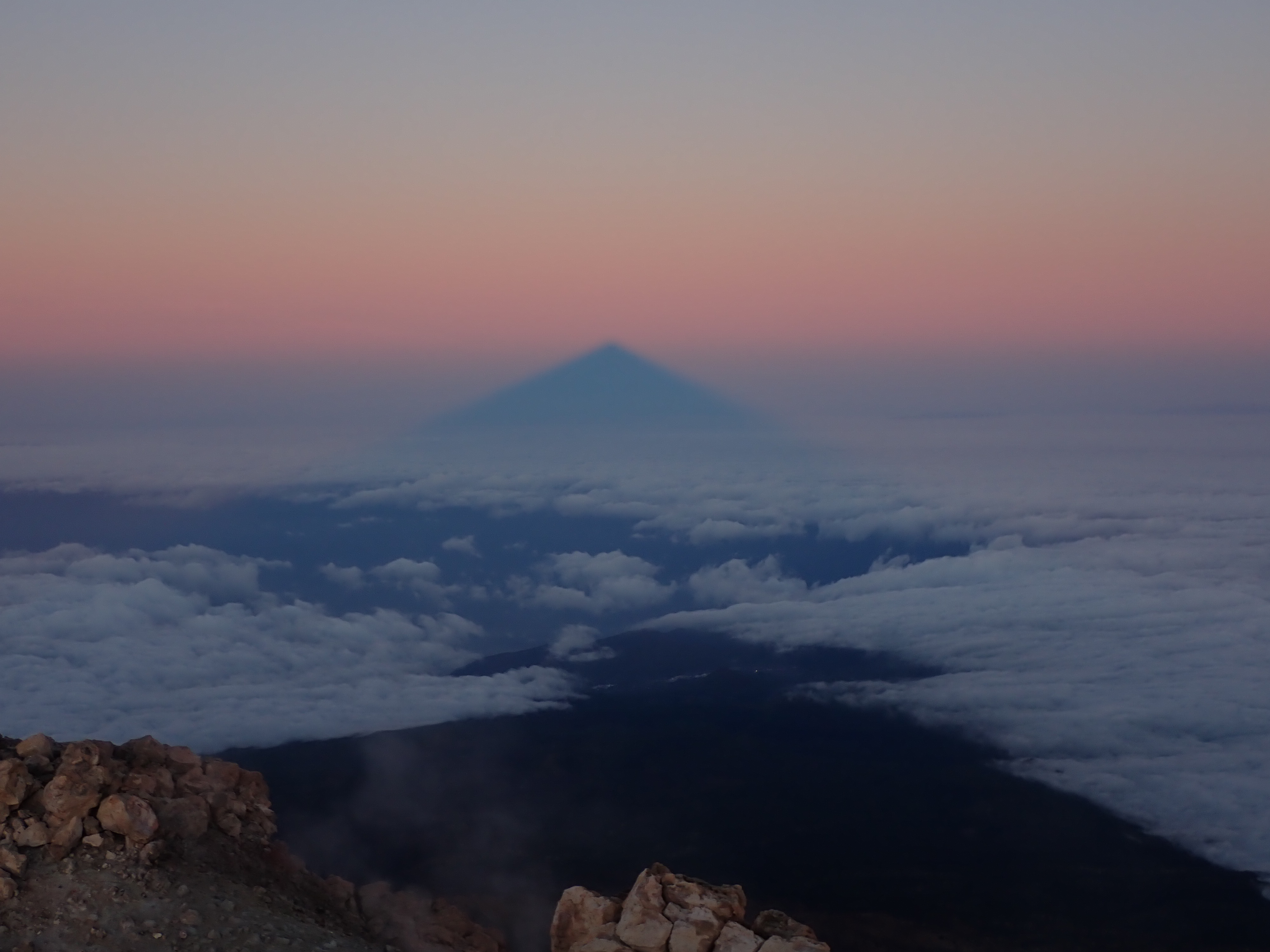
Erdschattenbogen und Venusgürtel bei Sonnenaufgang mit Schatten des Teide

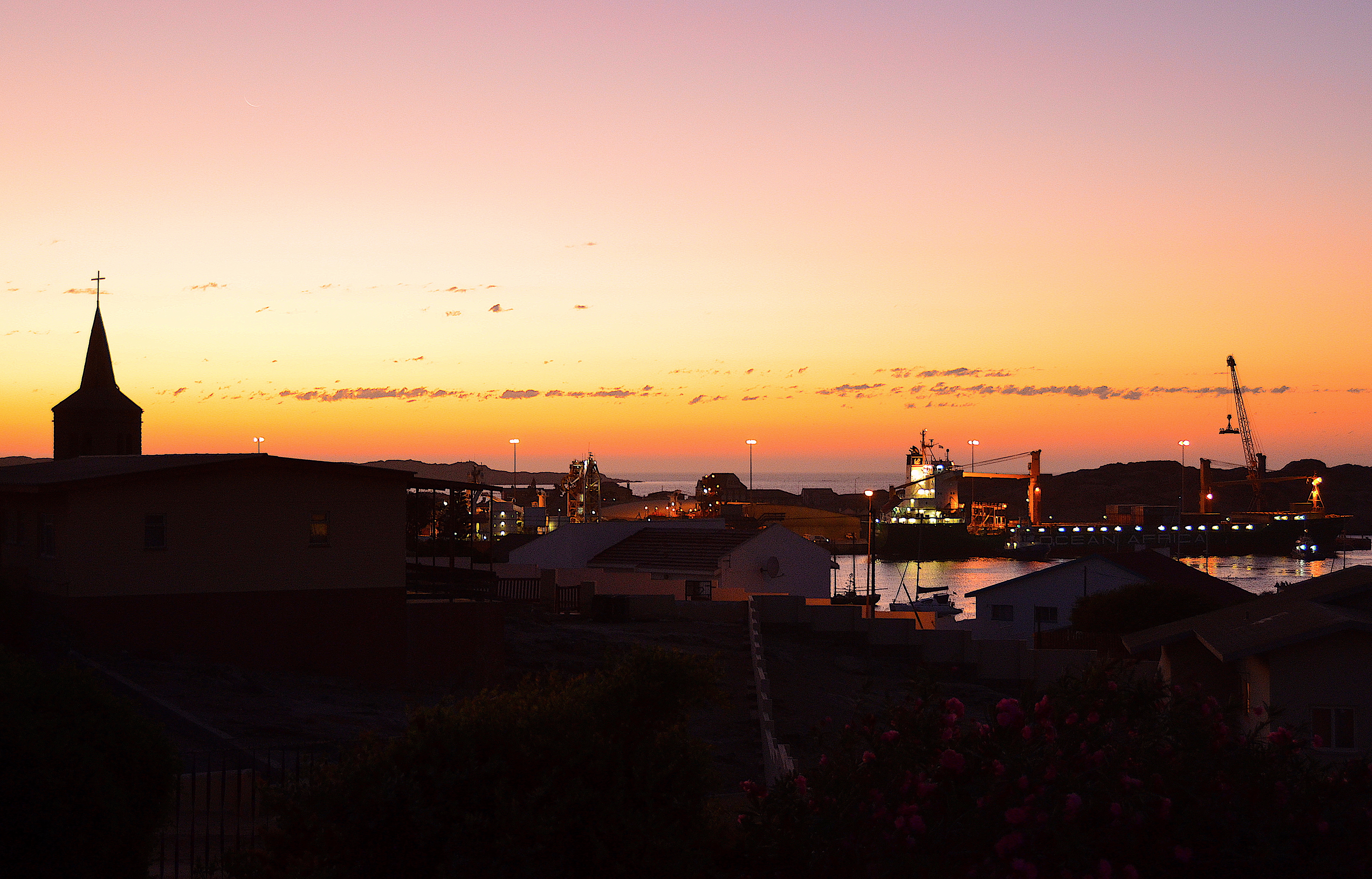
Venusgürtel gesehen vom Hafen Lüderitz in Namibia (2017)

## Beschreibung
Der Gegendämmerungsbogen kann im günstigen Fall halbkreisförmig über einen horizontalen Winkelbereich von 180 Grad laufen und wird vom Horizont durch einen dunklen blaugrauen Bogen, den Erdschattenbogen, getrennt. Mit Blick zum Ort des Sonnengegenpunktes und bei menschlichem Gesichtsfeld kann so ringsum eine bandförmige rötliche Färbung des Himmels wahrgenommen werden. Die Intensität dieses überwiegend orange-rötlich gefärbten Venusgürtels erreicht zumeist nahe dem Sonnengegenpunkt während der oberen Gegendämmerung ein Maximum.

## Namensherkunft
Der Bezug zum Namen des Planeten Venus leitet sich von der Sichtbarkeit dieses unteren Planeten ab. Das nach dem Mond hellste Gestirn taucht während der Dämmerung am Himmel auf, als Abendstern oder als Morgenstern, allerdings nicht über dem Gegenhorizont, wo das Venusband erscheint.
Der Name der Erscheinung spielt auf ein Attribut der antiken griechischen Göttin Aphrodite beziehungsweise ihrer römischen Entsprechung Venus an, nämlich deren bezaubernd liebreizenden Gürtel, wohl  ein im Brustbereich gegürtetes Band (lateinisch cestus genannt, altgriechisch auch στρόφιον stróphion).